# Pekela

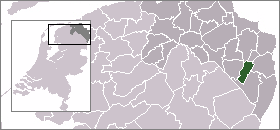
Pekelas läge (grönt) i Groningen (mörkgrått).

Pekela är en kommun i provinsen Groningen i Nederländerna. Kommunens totala area är 50,20 km² (där 1,08 km² är vatten) och invånarantalet är på 13 393 invånare (2005).